# Мала Скіфія (Добруджа)
Скіфське царство на нижньому Дунаї (дав.-гр. Μικρά Σκυθία, трансліт. Mikra Skuthia; лат. Scythia Minor), відоме також як Мала Скіфія, було державним утворенням, заснованим скіфськими племенами у III столітті до нашої ери. Воно розташовувалося на західних землях Євразійського степу, охоплюючи території сучасного Добруджа та прилеглих районів. Мала Скіфія стала результатом розширення скіфського впливу на захід і відокремилася від більш давньої Скіфії, що простягалася на схід від Дніпра. Це царство відігравало важливу роль у регіональній політиці та культурі, взаємодіючи з грецькими колоніями на Чорному морі та іншими народами Північного Причорномор'я.

## Географія
Мала Скіфія розташовувалася в межах сучасної південної України, охоплюючи землі уздовж Чорного моря. До її складу входили такі ключові регіони:
- Кримський півострів — важливий центр культури та торгівлі, де знаходилося кілька великих міст, включаючи Херсонес і Пантікапей (сучасна Керч). Крим був багатий на природні ресурси, зокрема залізну руду та сіль, що забезпечувало економічний розвиток регіону. Міста-держави вели активну торгівлю з Грецією та іншими регіонами, формуючи важливі культурні зв'язки.
- Південна частина степів України — багатий регіон, який використовувався для розведення коней та рогатої худоби. Ці землі забезпечували скіфів необхідними продуктами харчування та матеріалами для ведення війни, такими як коні, які були важливими для їхньої мобільності та військової потуги.
- Дельта Дніпра та Дністровський регіон — важливі річкові артерії, які забезпечували водний транспорт і зв'язок із іншими частинами античного світу. Ці регіони також були джерелом риби, солі та інших природних ресурсів, що активно використовувалися як у місцевій торгівлі, так і для експорту.

## Історія
Скіфи були стародавнім іранським кочовим народом, який походив із Центральної Азії в IX столітті до нашої ери. У VII столітті до нашої ери вони мігрували до Західної Азії, а в VI столітті оселилися в Понтійських степах. Мала Скіфія як регіон сформувалася внаслідок цих міграцій. Під час розквіту Понтійського скіфського царства у IV столітті до нашої ери території Криму та Добруджі почали називати "Малою Скіфією". ( Μικρά Σκυθία, трансліт. Mikra Skuthia; лат. Scythia Minor).
У III столітті до нашої ери, через експансію сарматів, фракійських племен, германців і кельтів, Скіфське царство в Північному Причорномор'ї занепало, а сармати замінили скіфів як домінуючу силу регіону. Назва "Скіфія" поступилася місцем "Sarmatia Europea"  (Європейська Сарматія).
Після цього скіфи мігрували до Криму, де змогли закріпитися проти сарматського вторгнення, попри напружені відносини з грецькими колоніями. Водночас вони заснували анклави в Добруджі та сусідніх регіонах. До цього часу скіфи вже не були кочовиками — вони стали осілими землеробами, пристосувавшись до нових умов, і зазнали значного впливу грецької культури. Єдині місця, де скіфи зберігалися до II століття до нашої ери, були Крим, Добруджа та пониззя Дніпра.

### Царство Мала Скіфія
Мала Скіфія, була скіфським царством, яке існувало на території нижнього Дунаю до I століття до н.е.
Відомо, що скіфи, які жили на цих землях, створили свій власний монетний стандарт. Зокрема до наших днів збереглися монети декількох їхніх правителів, таких як Каніт, Танус, Харасп, Айлій, Саріак і Акросак.

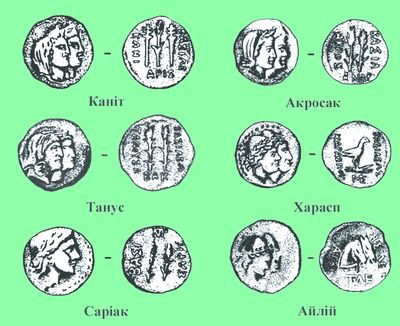
Монети царів малої Скіфії

Хронологія цих правителів залишалася предметом дискусій та наукових досліджень протягом двох століть. Проте в останні роки, зокрема станом на 2023 рік, завдяки ретельному вивченню доступних археологічних свідчень і робіт вдалося встановити відносну хронологію цих монархів. Дослідження монет і археологічних матеріалів дозволило уточнити періоди правління і взаємозв’язки між різними правителями цього скіфського царства.
Як і Кримська Скіфія, Скіфія на нижньому Дунаї була знищена внаслідок вторгнення понтійського царя Мітрідата VI Євпатора, який став серйозною загрозою для багатьох скіфських царств. Однак, незважаючи на падіння політичної структури, населення Скіфії продовжувало існувати на цих землях ще деякий час після цієї події. Але після поразки Мітрідата VI сюди вдерлися гети, де заснували два своїх царства: північне зі столицею в Генуклі (в гирлі Дунаю) та південне. В подальшому північне царство розпалося на два. У 28 році до н.е. цар південного гетського царства Рол за підтримки римлян переміг супротивників Дапіга і Зиракса, що панували на півночі, об'єднавши обидва володіння й визнав зверхність Римської імперії.

### Наслідки
Після приходу сарматів у Малу Скіфію (територія Північного Причорномор’я) у II–I ст. до н.е. відбулися суттєві зміни:
- Політична залежність: Сармати поступово встановлюють свій контроль над територією, зменшуючи вплив скіфської знаті. В результаті скіфські царства втратили політичну автономію.
- Культурний синтез: Скіфи та сармати взаємодіяли в різних сферах, що призвело до культурного обміну. Сармати запозичували у скіфів елементи мистецтва, зразки зброї та стилі одягу, натомість скіфи переймали від сарматів нові поховальні традиції та релігійні уявлення.
- Економічний спад: Через постійні військові конфлікти і втрату частини торговельних маршрутів знизився рівень економічного розвитку регіону.
- Демографічні зміни: Чисельність скіфського населення скоротилася, частина скіфів переселилася або була асимільована сарматами.
- Кінець домінування скіфів: Прихід сарматів став однією з причин занепаду Скіфії, яка поступово втратила значення як політичний і військовий центр.

Ці зміни привели до того, що Мала Скіфія перестала існувати як незалежна держава, ставши частиною сарматського світу.

### Царі дунайських скіфів
- Каніт, правив приблизно у II ст. до.н.е.
- Танус, правив приблизно у II ст. до.н.е.
- Харасп, правив приблизно у II ст. до.н.е.
- Айлій, правив приблизно у II ст. до.н.е.
- Саріак, правив приблизно у II ст. до.н.е.
- Акросак, правив приблизно у II ст. до.н.е.

## Дивіться також
- Скіфське царство в Криму